# Preußische Tugenden
Als preußische Tugenden werden die von den Wertvorstellungen des Pietismus und der Aufklärung geprägten Tugenden bezeichnet, die seit Friedrich Wilhelm I. vom preußischen Staat propagiert und gefördert wurden. Von den preußischen Tugenden leiten sich auch die deutschen Tugenden ab, zu denen unter anderem Pünktlichkeit, Ordnungssinn und Fleiß gehören.

## Geschichte

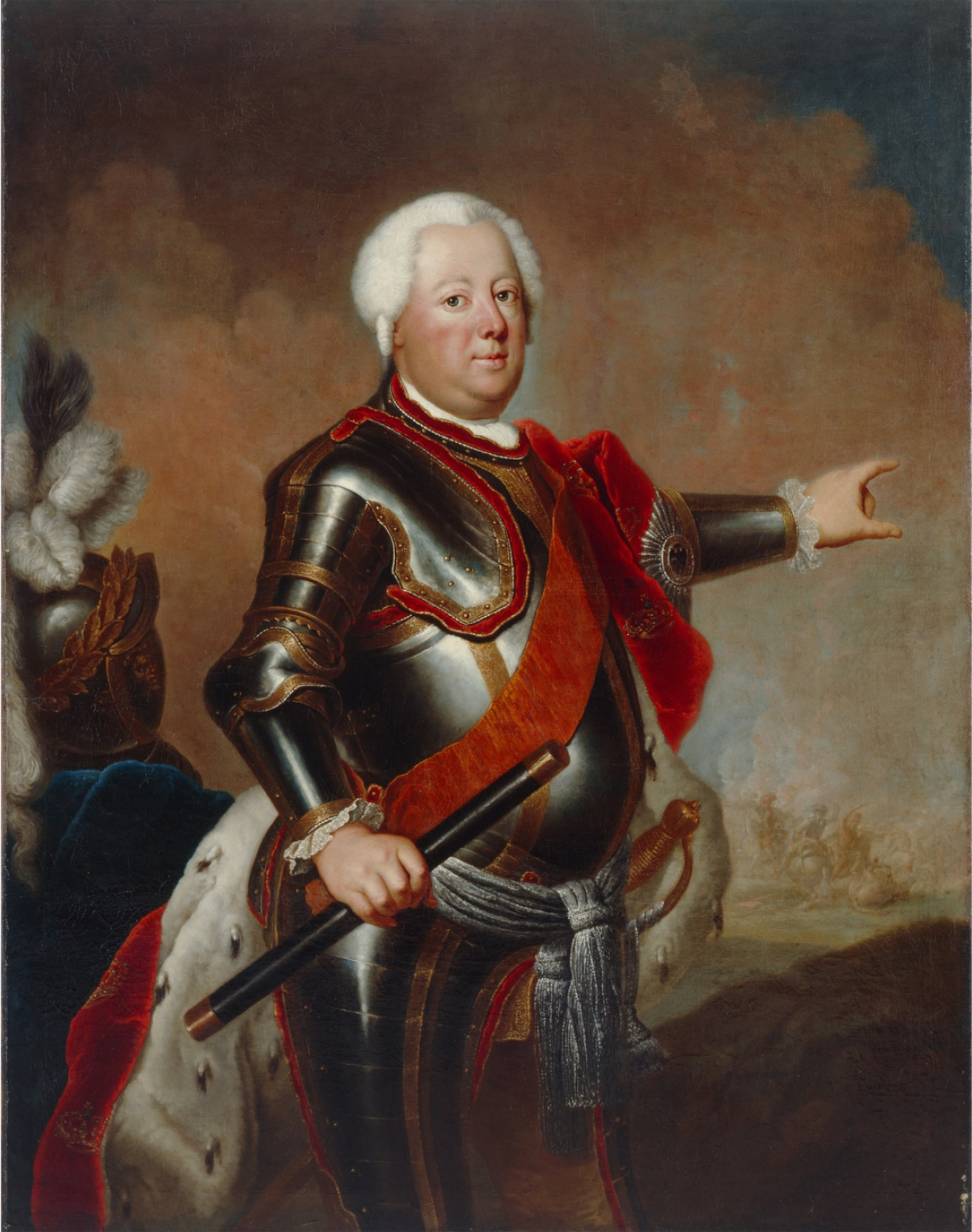
Friedrich Wilhelm I. in Preußen im Harnisch mit Hermelinmantel, Marschallstab sowie Bruststern und Schulterband des Ordens vom Schwarzen Adler (Gemälde von Antoine Pesne, um 1733)

Bereits seit Philipp Jacob Spener übte die von ihm begründete Bewegung des Pietismus einen bedeutenden Einfluss auf den preußischen Hof und seinen Adel aus. Wesentlich hierfür waren einerseits ihr mäßigender Einfluss auf die konfessionellen Spannungen zwischen Lutheranern und Calvinisten, die sich bis in die Königsfamilie auswirkten, und andererseits die beeindruckenden praktisch-sozialen Auswirkungen, die der gelebte Pietismus etwa in Form der Franckeschen Anstalten hervorbrachte. Auch ganz persönliche bzw. religiös-moralische Affinitäten bei Hofe spielten eine große Rolle.
König Friedrich Wilhelm I. besuchte die Franckeschen Anstalten bereits kurz nach seiner Thronbesteigung und war von ihrem Gründer, August Hermann Francke, außerordentlich beeindruckt, was sich für dessen Wirken wiederum sehr förderlich auswirkte. In der Folgezeit kam es zu einer engen Verzahnung des Hallischen Pietismus mit den Staatsorganen, und zwar auf allen Ebenen und in allen Ständen. Zahlreiche im Sinne des Pietismus an der Universität Halle ausgebildete Pfarrer und Verwaltungsbeamte trugen dessen Wertvorstellungen ins Land. Zu den entscheidenden Wegbereitern zählte auch der in Halle lehrende Staatswissenschaftler Christian Thomasius, der mit Francke in engem Austausch stand. Einer der frühen Anhänger des Pietismus unter den hochrangigen Militärs war der spätere Generalfeldmarschall Dubislav Gneomar von Natzmer.
Damals war das preußische Staatsgebiet stark zersplittert und über teils weit voneinander entfernte Landstriche verteilt; folglich war die Einwohnerschaft recht heterogen strukturiert. So hing die Mehrheit der Bevölkerung dem lutherischen, eine Minderheit dagegen (zu der auch Teile des Herrscherhauses zählten) dem calvinistischen Protestantismus und eine weitere Minorität dem Katholizismus an. Nachdem Friedrich der Große Juden ins Land geholt hatte, existierten damit insgesamt vier größere Religionsgemeinschaften neben einigen kleineren Freikirchen in seinem Staat. Zudem gab es neben der deutschen Bevölkerungsmehrheit polnische, sorbische und kaschubische Minderheiten, und ein nicht geringer Bevölkerungsanteil, insbesondere in der Hauptstadt, bestand aus Nachkommen französischer Hugenotten. In diesem heterogenen Staatsgebilde erwiesen sich die Vorstellungen des Pietismus, der schließlich den Charakter einer „preußischen Staatsreligion“ annahm, als wertvolle, effizienzsteigernde Klammer.

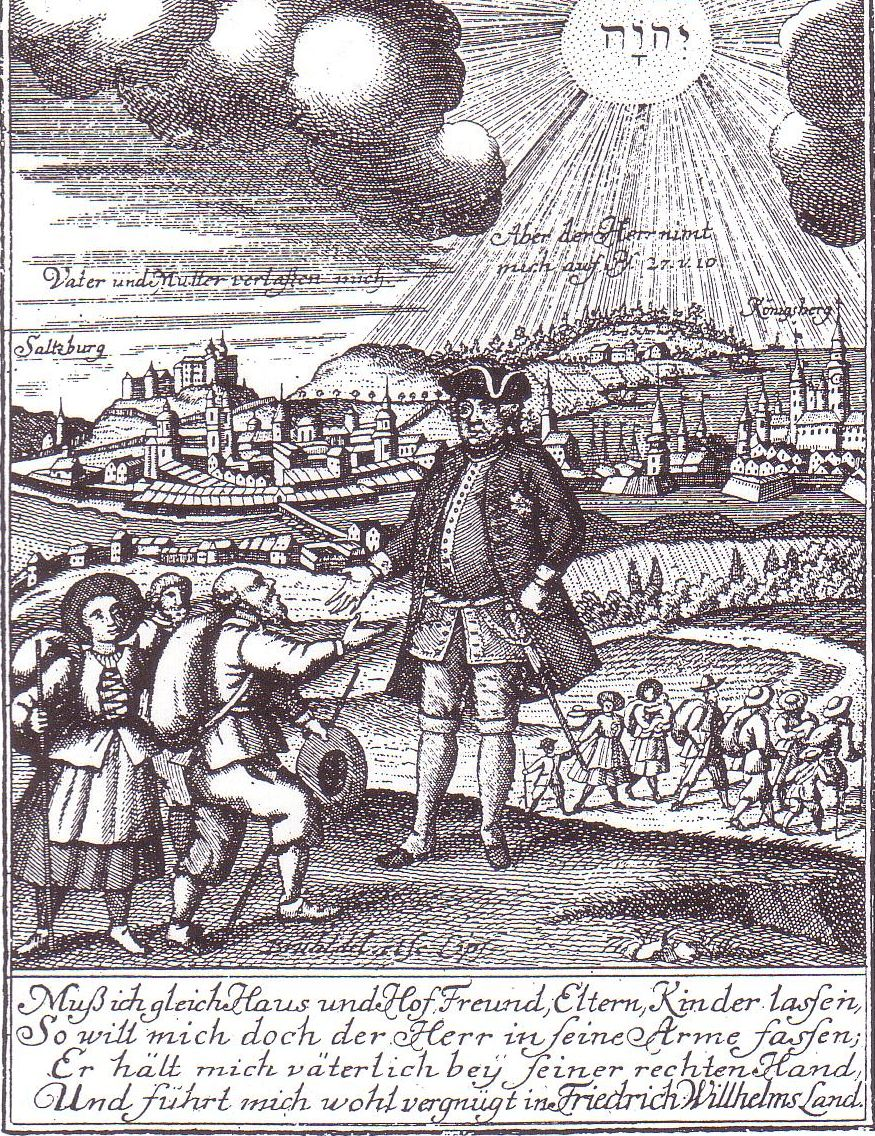
Preußische religiöse Toleranz: Friedrich Wilhelm I., selbst Calvinist, siedelte 1732 über 20000 lutheranische Flüchtlinge aus dem Land Salzburg in Ostpreußen an.

Hatte Friedrich Wilhelm I. bei seiner Thronbesteigung noch einen heruntergekommenen und überschuldeten Staat vorgefunden, waren nunmehr Gottesfurcht, Ordnung, Fleiß und Bescheidenheit die Leitmotive für Friedrich Wilhelms erfolgreiche Reform und Sanierung des Staatswesens. Wenngleich ihm die kontroversen Seiten seiner Persönlichkeit durchaus schmerzlich bewusst waren, bemühte sich Friedrich Wilhelm I., moralisches Vorbild aller seiner Untertanen zu sein. Sein Sohn, Friedrich der Große, der im Gegensatz zum Vater ein Schöngeist war und keineswegs dem Pietismus zuneigte, fühlte sich dennoch vielen seiner Ideale verbunden; so änderte er das Selbstbild seines Vaters, der sich lediglich als „ersten Sergeanten des [eigentlichen] Königs von Preußen [nämlich Gottes]“ verstanden hatte, nur geringfügig in die säkulare, noch griffigere Formel ab, dass er der „erste Diener seines Staates“ sein wolle. Vernunft und Toleranz galten ihm als persönliche Verhaltensmaximen bei der Lenkung des Staates, Letztere nicht zuletzt auch im religiösen Bereich. „Jeder soll nach seiner Façon selig werden“ wurde zum Leitmotiv Friedrichs des Großen.

Auf diese Weise verbanden sich die Wertvorstellungen des Pietismus mit denen der Aufklärung. Sie verschafften Preußen eine fortschrittliche Rechtsordnung und Verwaltung, ein der Krone gegenüber loyales Offizierskorps und einen „Vernunftpatriotismus“, der den Aufstieg des Staates vom herkömmlichen Barockstaat des Großen Kurfürsten zur modernen Großmacht sehr förderte, trotz dessen ökonomisch kümmerlichen Voraussetzungen mit sandigen, mageren Ackerböden (Preußen als „des Heiligen Römischen Reiches Deutscher Nation Streusandbüchse“) und großen Verwüstungen und Menschenentleerungen durch den Dreißigjährigen Krieg.

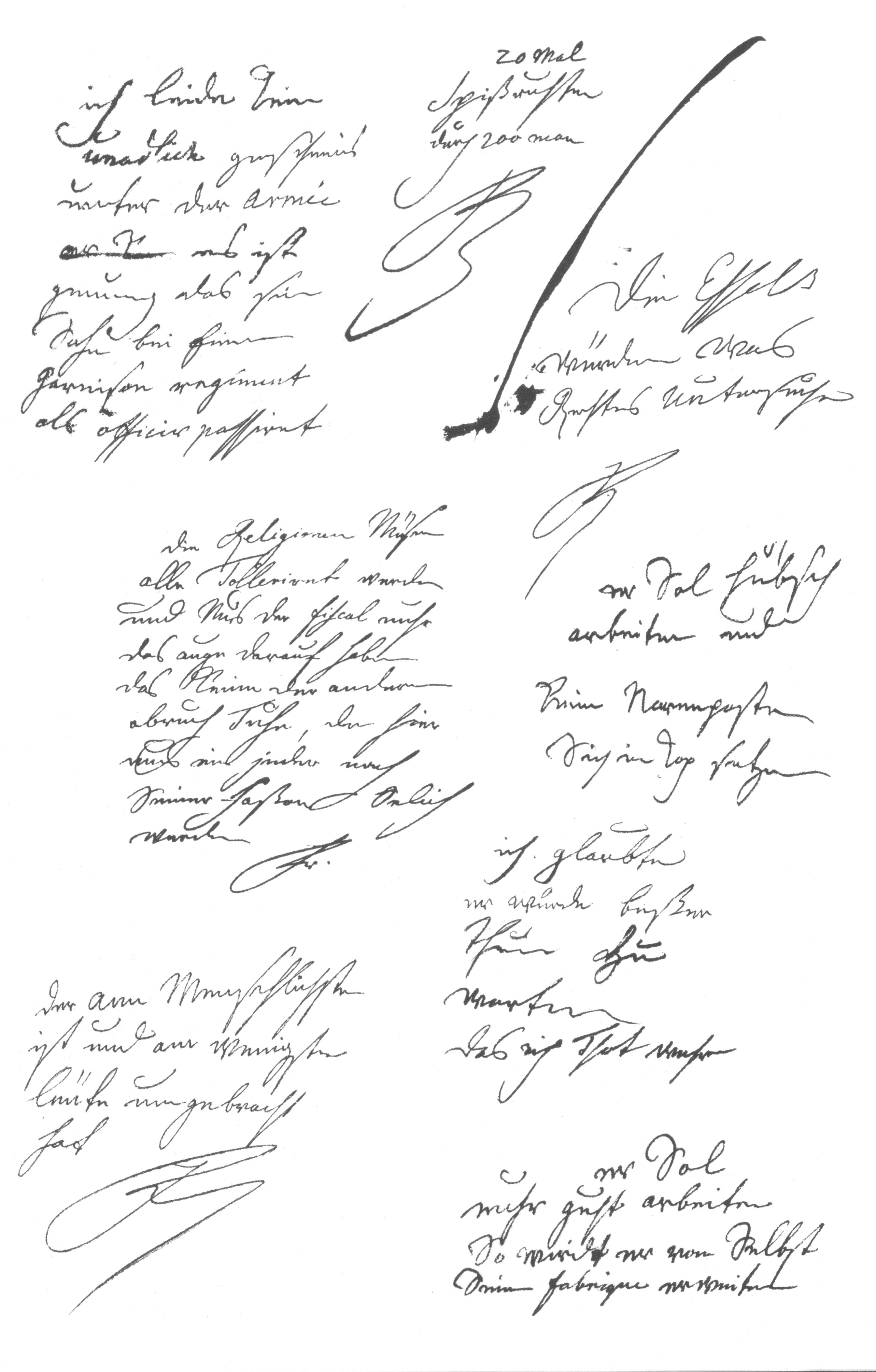
Zitate Friedrichs
4. „… den hier mus ein jeder nach Seiner Faßon Selich werden.“

Prägenden Einfluss auf die weitere Entwicklung hatten auch die preußischen Reformen nach der militärischen Niederlage 1806 gegen Napoleon Bonaparte bis zum Wiener Kongress 1815 (Gemeinde-, Heeres-, Schul-, Universitäts- und Steuerreform, Preußisches Judenedikt von 1812).
Wenngleich die preußischen Tugenden ihren Ursprung nicht im Militär hatten, so wurden sie doch in diesem Bereich besonders evident; „der Waffenrock wurde zum Ehrenkleid“ (Sebastian Haffner) Treue bis hin zur Selbstverleugnung – allgemein, aber im Besonderen gerade auch zugunsten von Staat und König (Walter Flex: „Wer auf die preußische Fahne schwört, hat nichts mehr, was ihm selber gehört.“) –, Tapferkeit ohne Wehleidigkeit („Lerne leiden, ohne zu klagen“), Selbstdisziplin (zu der u. U. auch Härte gehört, gegen sich selbst jedoch noch mehr als gegen andere), Mut und Gehorsam (jedoch nicht ohne Freimut) waren (und sind) gerade auch im militärischen Bereich besonders wertvolle Attribute. Auch das (mit Vorläufern bereits bei Friedrich dem Großen) seit den Freiheitskriegen entwickelte neue Führungsprinzip der Auftragstaktik, das auf der Bereitschaft zur Übernahme von Verantwortung beruht, lässt sich mit den Idealen der preußischen Symbiose von Pietismus und Aufklärung begründen und ist ohne sie nicht denkbar.

„Der preußische Gehorsam ist der einer freien Entscheidung, nicht der einer unterwürfigen Dienstwilligkeit.“

Die erfolgreiche Vorbild- und Vorreiterfunktion Preußens wirkte sich innerhalb des deutschen Sprachraumes unter anderem dahingehend aus, dass die Tugenden allgemein als Ideale übernommen und letztendlich als „deutsche Tugenden“ verstanden wurden und werden. Noch heute gelten Höflichkeit, Pünktlichkeit, Fleiß und Ordnung als Tugenden und Toleranz und Gerechtigkeit als Werte der Deutschen.

### Rezeption
Die preußischen Tugenden werden in den ersten beiden Strophen von Ludwig Höltys Gedicht „Der alte Landmann an seinen Sohn“ zusammengefasst. Es wurde mit der Melodie von „Ein Mädchen oder Weibchen“ aus Mozarts Zauberflöte unterlegt und täglich durch das Glockenspiel der Hof- und Garnisonkirche zu Potsdam, in der Friedrich der Große ursprünglich begraben lag, dargeboten. Der Text lautet: „Üb’ immer Treu und Redlichkeit, / Bis an dein kühles Grab; / Und weiche keinen Fingerbreit / Von Gottes Wegen ab. / Dann wirst du, wie auf grünen Aun, / Durchs Pilgerleben gehn; / Dann kannst du, sonder [= ohne] Furcht und Graun, / Dem Tod’ ins Auge sehn.“ Nach der Zerstörung des Glockenspiels im Zweiten Weltkrieg wurde es 1991 durch ein neues ersetzt, welches seither wieder dasselbe Lied spielt.

## Tugenden

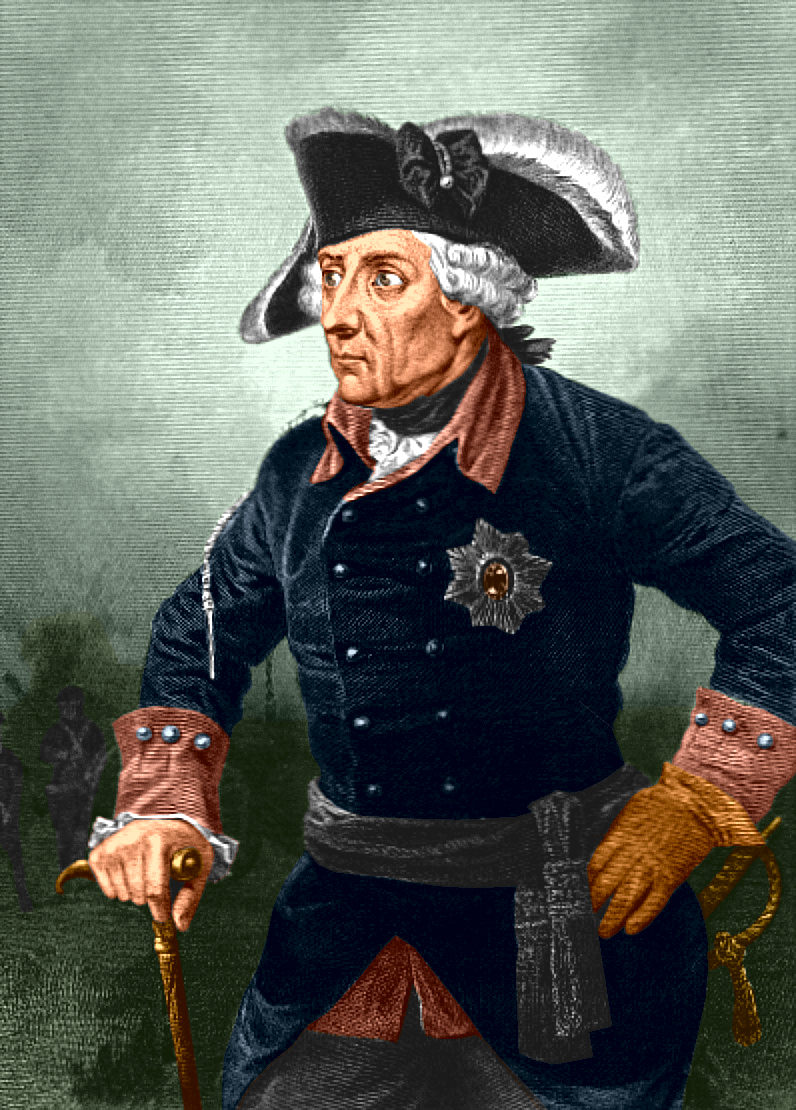
Friedrich II.

Die preußischen Tugenden sind weder in ihrer Anzahl noch in ihrer Qualität festgelegt und bilden deshalb keinen Kanon. Ihnen allen ist aber gemeinsam, dass sie auf die christlichen Kardinaltugenden bzw. auf die im Neuen Testament, insbesondere von Paulus, hieraus abgeleiteten und dargelegten Wertvorstellungen einer christlichen Lebensführung zurückgehen.
- Aufrichtigkeit
- Bescheidenheit
- (Selbst-)Disziplin[6]
- Ehrlichkeit
- Fleiß[6]
- Geradlinigkeit
- Gerechtigkeitssinn („Suum cuique“ = „Jedem das Seine“)
- Gewissenhaftigkeit
- Gottesfurcht
- Gründlichkeit
- Opferbereitschaft[14][15][16]
- Ordnungssinn[6]
- Pflichtbewusstsein[6]
- Pünktlichkeit[6]
- Redlichkeit
- Sauberkeit
- Sparsamkeit[6]
- Toleranz[6]
- Unbestechlichkeit[6]
- Verlässlichkeit
- Zurückhaltung („Mehr sein als scheinen!“)
- Zielstrebigkeit

Auf diese Tugenden führt man bisweilen auch die veraltete Redensart zurück, jemand täte etwas pour le Roi de Prusse (wörtlich: „für den König von Preußen“, d. h. umsonst, ohne etwas dafür zu nehmen).

## Kritik und Rückbesinnung
Verschiedentlich wurde darauf hingewiesen, dass die preußischen Tugenden, wenn sie ihres ursprünglichen Sinnes beraubt und nur um ihrer selbst willen praktiziert werden, Gefahr laufen, „ideologisch ausgebeutet“ zu werden und damit zu Untugenden mutieren, wie es auch Henning von Tresckow 1943 formuliert hatte. In diesem Zusammenhang konnte der pflichterfüllende Gehorsam zum Kadavergehorsam (für den ausgerechnet die preußische Armee kein gutes Beispiel ist; s. o.) verkommen und in einem System, das Völkermord und Kriegsverbrechen befiehlt, selbst zum Verbrechen werden. Es wurde eine Karikatur der preußischen Tugenden hervorgebracht, nämlich Überheblichkeit und Chauvinismus, wie es der Historiker Matthias von Hellfeld einmal formulierte.
Vor dem Hintergrund des Missbrauchs der Treue- und Gehorsamspflicht durch die nationalsozialistischen Machthaber zeigte sich insbesondere die 68er-Bewegung den preußischen Tugenden gegenüber äußerst misstrauisch und wertete sie gegenüber einem Konzept emanzipatorischer Werte wie Selbstbestimmung und -verwirklichung, Solidarität usw. ab. Der einstige SPD-Politiker Oskar Lafontaine warf seinerzeit dem damaligen Bundeskanzler Helmut Schmidt vor, mit den von ihm repräsentierten „Sekundärtugenden“ könne man „auch ein KZ betreiben“. Der Historiker Jürgen Kloosterhuis bezeichnete diese Äußerung als „dumm“ und verwies darauf, dass „die preußischen Tugenden [...] auf dem göttlichen Sittengebot [basieren]; Sie können auf der Grundlage der Zehn Gebote kein KZ führen, das hat Lafontaine nicht bedacht.“ In einem ähnlichen Sinne hatte sich im Jahr 1963 der Schriftsteller Carl Amery geäußert, als er davor gewarnt hatte, die „Sekundärtugenden“ von den ihnen zugrundeliegenden christlichen Werten abzukoppeln.
Andererseits wurde immer wieder betont, dass sich gerade die Widerstandsbewegung gegen Hitler maßgeblich aus dem Geist der preußischen Traditionen und Tugenden speiste. So wies auch der damalige Bundespräsident Richard von Weizsäcker in einer Rede anlässlich des 200. Todestages Friedrichs des Großen im Jahr 1986 darauf hin, dass es in der höchsten Führungsschicht der Nationalsozialisten kaum einen Preußen gegeben habe, wohingegen von denen, die um ihres Gewissens willen Widerstand gegen Hitler geleistet haben und hingerichtet wurden, die meisten aus Preußen stammten.
Der damalige Ministerpräsident Brandenburgs, Matthias Platzeck, hob im Jahre 2003 hervor, dass die Pflichttreue gegenüber dem Staat gut war, „solange der Staat, dem man diente, ordentlich und anständig blieb“. Die Grenzen und Gefahren der preußischen Tugenden im Sinne eines „Religionsersatzes“ seien dann erst unter Hitler (und später dann unter der SED-Diktatur) zutage getreten.
Jenseits der missbräuchlichen Ausnutzung wurden die preußischen Tugenden unter anderem auch im Bürgertum kritisiert wegen ihrer vermeintlichen Wissenschafts- und Kunstferne, staatswirtschaftlichen und soldatischen Ausprägung und Demokratiefeindlichkeit. Auch die Arbeiterbewegung wandte sich vor allem gegen die beiden letztgenannten Züge. Ein weiterer Aspekt des mit einem Staatsgebilde verbundenen Tugendregiments war der weitverbreitete Eindruck einer gewissen Hyperrationalität und emotionalen Kälte Preußens, wodurch die Freuden des Lebens eher zu kurz zu kommen schienen.
Bereits 1919 hatte der Geschichtsphilosoph Oswald Spengler in seiner Streitschrift Preußentum und Sozialismus das Preußentum als Grundlage einer spezifisch deutschen, dem Wesen nach illiberalen, antidemokratischen und antirevolutionären Denkschule des Sozialismus beurteilt: „Der deutsche, genauer preußische Instinkt war: die Macht gehört dem Ganzen. Der einzelne dient ihm. Das Ganze ist souverän. Der König ist nur der erste Diener seines Staates (Friedrich der Große). Jeder erhält seinen Platz. Es wird befohlen und gehorcht.“ Verstehe man die Idee des Sozialismus als Willen zur Macht, Kampf um das Glück nicht des einzelnen, sondern des Ganzen, so sei Friedrich Wilhelm I. von Preußen der erste Sozialist gewesen, nicht Karl Marx.
Trotz der Gefahren bei falscher (weil nicht dem ursprünglichen Anliegen gerecht werdender) Anwendung der preußischen Tugenden wird inzwischen immer wieder eine Rückbesinnung auf sie und die ihnen zugrundeliegenden Werte eingefordert. Bereits Richard von Weizsäcker mahnte im Schlusswort seiner o. g. Rede von 1986 an, mit dem positiven preußischen Erbe sorgfältig umzugehen und es als Verpflichtung zu verstehen. Ähnlich äußerten sich auch andere Persönlichkeiten. So forderte beispielsweise der o. g. brandenburgische Ministerpräsident Matthias Platzeck im Januar 2006 in einem dpa-Gespräch eine Rückbesinnung und sprach dabei „bewährte Grundeigenschaften wie Anständigkeit, Verlässlichkeit und Pflichterfüllung“ an. In vergleichbarer Weise äußerte sich der deutsch-israelische Zeithistoriker Rafael Seligmann: „Was als Sekundärtugenden verschrien wurde, hat erst Wohlstand und Frieden in Deutschland mit ermöglicht.“

## Deutsche Tugenden im Sport
Die deutschen Tugenden wurden immer wieder auch im Sport beschworen, namentlich im Fußball. Gerade bei Länderspielen wurden vielfach aufopfernder Einsatzwille, Leidensbereitschaft und Disziplin als die Mittel angepriesen, mit denen die vermeintlich technisch minderbegabten deutschen Spieler den versierteren Spielern anderer Nationen Paroli bieten sollten. Im Jahr 2016 veröffentlichte der Deutsche Fußball-Bund einen „Deutsche Tugenden 2.0“ genannten Kanon als Leitbild für die Spieler- und Trainerausbildung.